# 诺伊迈尔环形山
诺伊迈尔环形山（Neumayer）是月球正面东南高地上一座古老的大撞击坑，约形成于39.2-38.5亿年前的酒海纪，其名称取自十九世纪德国极地探险家暨水利和气象学家格奥尔格·冯·诺伊迈尔(Georg von Neumayer，1826年-1909年)，1935年被国际天文学联合会批准接受。

## 描述

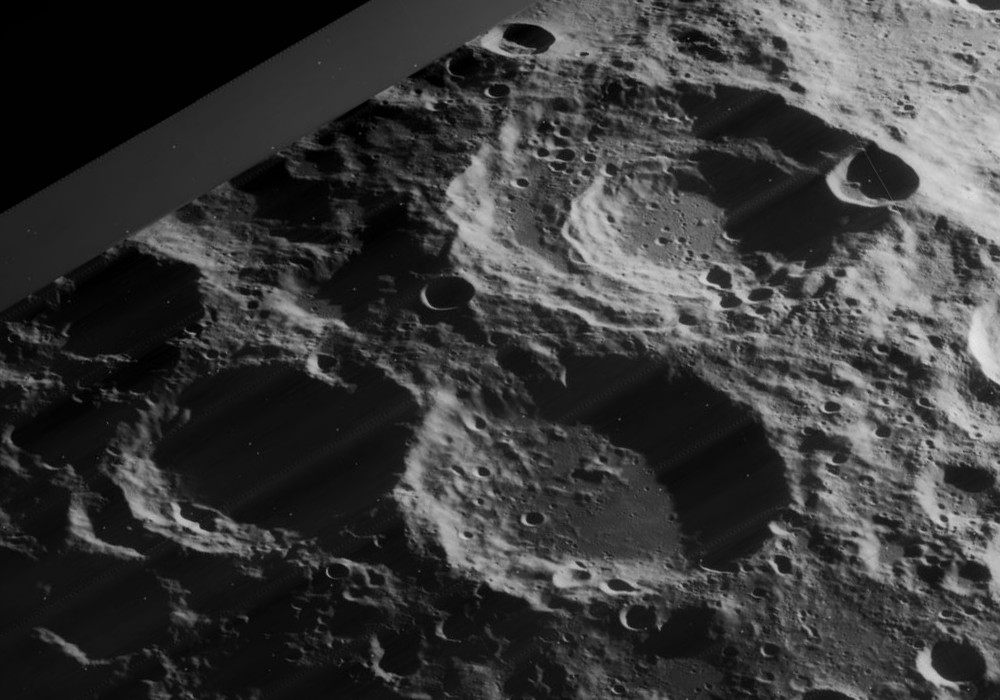
月球轨道器4号拍摄的布森戈环形山(右上)西南向斜视图，右下方为亥姆霍兹环形山、左下是诺伊迈尔环形山(几乎隐没于阴影中)。

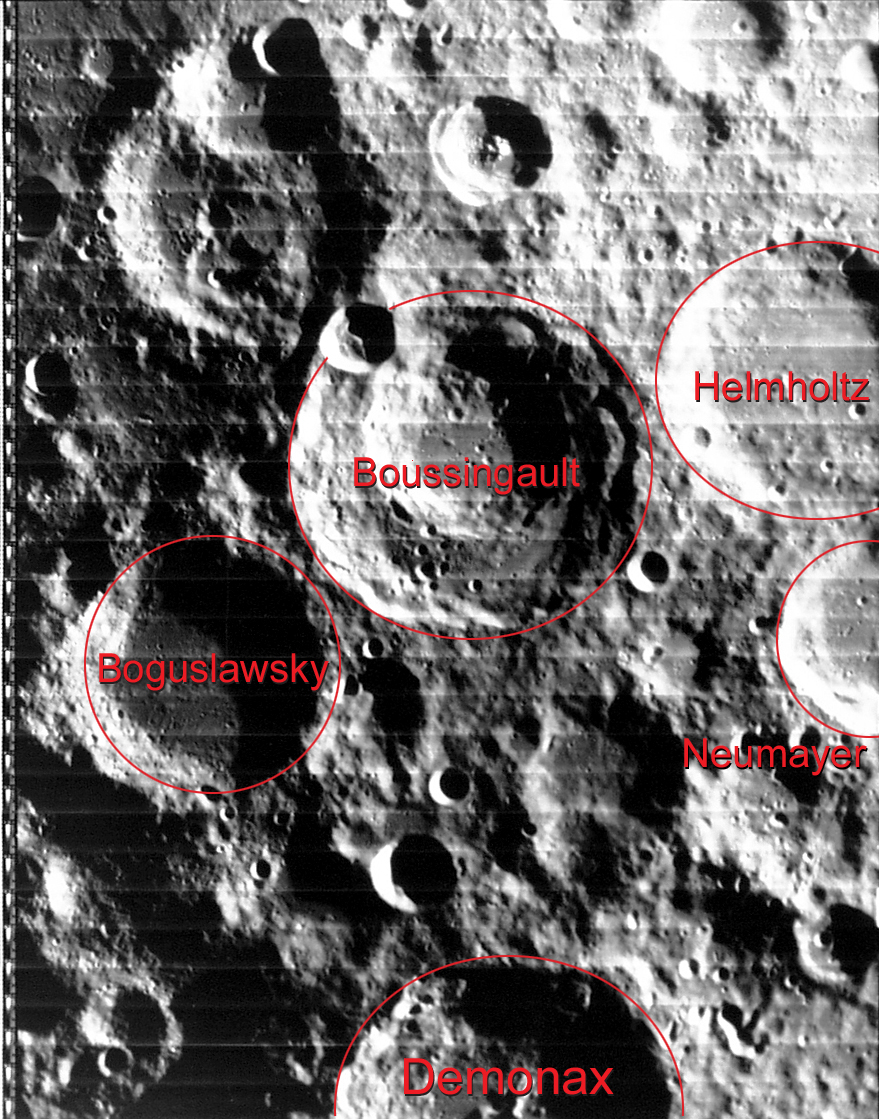
诺伊迈尔的周边，月球轨道器4号拍摄。

该陨坑西侧靠近布森戈环形山、西北与亥姆霍兹环形山相接壤、韦克斯勒环形山位于它的东北偏东、东南偏东和西南偏南分别坐落了黑尔环形山及泽莫纳克斯环形山。该陨坑中心月面坐标为71°10′S 70°55′E / 71.16°S 70.92°E，直径84.4公里，深度2.81公里。
诺伊迈尔环形山外观呈多边形状，坑壁因曾经的小型撞击而松软钝化，但整体结构依然完整，未见有明显的变形或缩退。陨坑内侧壁较为宽阔，显示有阶地状结构的残迹。坑壁平均高出周边地形1330米，内部容积约5300公里3。碗状的坑底相对平坦，表面遍布众多包括西南部一串蜿蜒的链坑在内的小撞击坑，以及一些低矮分散的小山丘，但没有明显的山脊或中央峰。总之，该陨坑看上去只是月表上的一处旧洼地。
由于陨坑所处的位置，从地球上只能在良好的月球摄动期间才能观看到，且由于透视作用而显得极度缩短。

## 卫星陨石坑
按惯例，最靠近诺伊迈尔环形山的卫星坑将在月图上以字母标注在该坑的中心点旁。

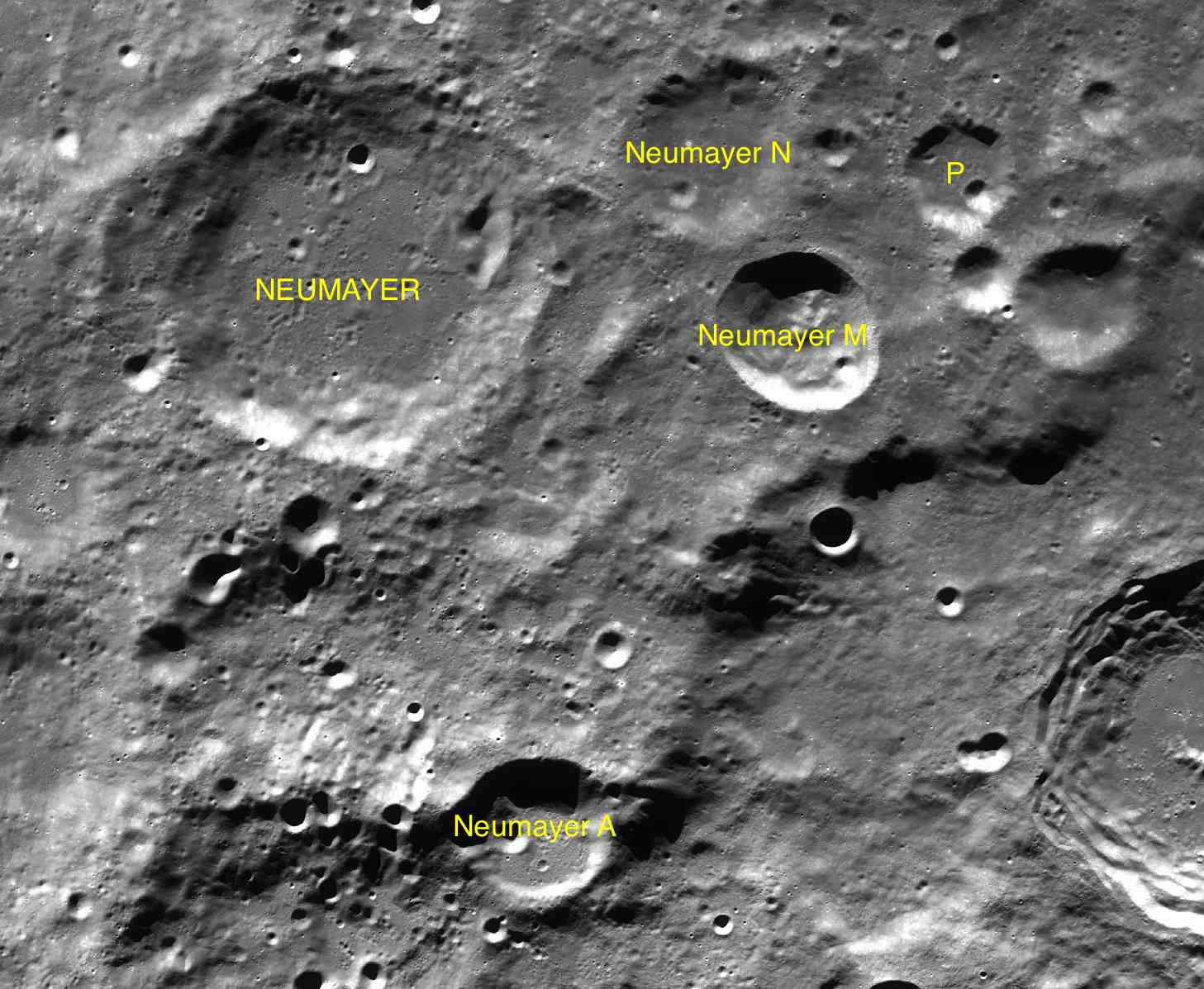
LAC-139 区域图.

| 诺伊迈尔 | 纬度    | 经度    | 直径    |
| -------- | ------- | ------- | ------- |
| A        | 75.0° S | 73.6° E | 31 公里 |
| M        | 71.6° S | 78.5° E | 31 公里 |
| N        | 70.4° S | 78.7° E | 36 公里 |
| P        | 70.6° S | 86.0° E | 22 公里 |

- 卫星坑"诺伊迈尔 A"约形成于酒海纪[1]；
- 卫星坑"诺伊迈尔 M"约形成于晚雨海世[1]。

## 另请参阅
- Andersson, L. E.; Whitaker, E. A. . NASA RP-1097. 1982.
- Blue, Jennifer. . USGS. July 25, 2007  [2007-08-05]. （原始内容存档于2015-05-26）.
- Bussey, B.; Spudis, P. . New York: Cambridge University Press. 2004. ISBN 978-0-521-81528-4.
- Cocks, Elijah E.; Cocks, Josiah C. . Tudor Publishers. 1995. ISBN 978-0-936389-27-1.
- McDowell, Jonathan. . Jonathan's Space Report. July 15, 2007  [2007-10-24]. （原始内容存档于2015-01-12）.
- Menzel, D. H.; Minnaert, M.; Levin, B.; Dollfus, A.; Bell, B. . Space Science Reviews. 1971, 12 (2): 136–186. Bibcode:1971SSRv...12..136M. doi:10.1007/BF00171763.
- Moore, Patrick. . Sterling Publishing Co. 2001. ISBN 978-0-304-35469-6.
- Price, Fred W. . Cambridge University Press. 1988. ISBN 978-0-521-33500-3.
- Rükl, Antonín. . Kalmbach Books. 1990. ISBN 978-0-913135-17-4.
- Webb, Rev. T. W.  6th revised. Dover. 1962. ISBN 978-0-486-20917-3.
- Whitaker, Ewen A. . Cambridge University Press. 1999. ISBN 978-0-521-62248-6.
- Wlasuk, Peter T. . Springer. 2000. ISBN 978-1-85233-193-1.